# Matías Moldskred
Matías Belli Moldskred (Madrid, España, el 12 de agosto de 1997) es un futbolista profesional nicaragüense de ascendencia noruega que juega como mediocampista en el club Real Estelí Fútbol Club de la Primera División de Nicaragua. Nacido en España, es internacional con la selección nacional de Nicaragua.

## Primeros años
Moldskred nació el 12 de agosto de 1997 en Madrid, España, de padre noruego y madre nicaragüense. Además del idioma noruego, también habla español.
Moldskred vivió en Bélgica durante tres años antes de mudarse a Bærum en 2005.
Moldskred es sobrino de la poeta Gioconda Belli, hermana de su madre Lavinia.

## Trayectoria
Criado en las academias juveniles de Ullern, Moldskred se unió más tarde a las academias juveniles de Asker en Noruega. Hizo su debut en el primer equipo el 17 de octubre de 2015, reemplazando a Stian Solberg en la victoria por 0-8 en Grue. Al año siguiente se mudó a Bærum, pero no jugó ningún partido de equipo.
Con vistas al campeonato de 2017, Moldskred ha sido registrado por IF Ready. El 19 de abril, jugó su primer partido en 3° divisjon, en una victoria por 5-1 sobre Raufoss 2. El 29 de abril marcó el primer gol, en la victoria por 4-2 sobre Redalen.
El 9 de enero de 2018, Raufoss anunció el fichaje de Moldskred, que se ha incorporado al nuevo club con un contrato de dos años. El 14 de abril de 2018 hizo su debut en 2ª división, utilizado como titular en la victoria por 4-0 sobre Elverum. El 22 de abril marcó sus primeros goles en la liga, anotando un doblete en la victoria por 0-5 en Nybergsund. Al final de esa misma temporada, Raufoss ascendió a 1ª división.
El 31 de marzo de 2019, Moldskred jugó su primer partido en la segunda división noruega, cuando participó en la victoria por 1-2 en Nest-Sotra, en la que marcó un gol.
El 19 de enero de 2021 se anunció el traslado de Moldskred al Start, por lo que firmó un contrato de tres años.

## Selección nacional
El 13 de marzo de 2021, Moldskred recibió la primera convocatoria del técnico de Nicaragua, Juan Vita, de cara a los partidos de clasificación para la Copa del Mundo de 2022 que se jugarían el 24 y 27 de marzo, respectivamente, contra Santa Lucía e Islas Turcas y Caicos.
Santa Lucía se había retirado de la clasificación para la Copa del Mundo, por lo que Moldskred hizo su debut el 27 de marzo, reemplazando a Danilo Zúñiga y anotando un gol en la victoria por 0-7 sobre Islas Turcas y Caicos.
Según Vita, Moldskred es un «centrocampista con características de ataque y con una muy buena capacidad proactiva. Tiene buen tiro desde media distancia, es bueno en el aire y desde el punto de vista táctico».

### Goles internacionales
Las puntuaciones y los resultados enumeran el recuento de goles de Nicaragua en primer lugar.
| N.º | Fecha               | Sede                                                         | Adversario                   | Gol  | Resultado | Competencia                                        | Ref.   |
| --- | ------------------- | ------------------------------------------------------------ | ---------------------------- | ---- | --------- | -------------------------------------------------- | ------ |
| 1   | 27 de marzo de 2021 | Estadio Panamericano, San Cristóbal, República Dominicana    | Islas Turcas y Caicos        | 7 –0 | 7-0       | Clasificación para la Copa Mundial de la FIFA 2022 | [ 14 ] |
| 2   | 29 de enero de 2022 | Estadio Nacional, Managua, Nicaragua                         | Belice                       | 3 –0 | 4-0       | Partido amistoso                                   |        |
| 3   | 6 de junio de 2022  | Estadio Arnos Vale, Arnos Vale, San Vicente y las Granadinas | San Vicente y las Granadinas | 2 –1 | 2–2       | 2022-23 CONCACAF Liga de Naciones B                |        |
| 4   | 10 de junio de 2022 | Estadio Thomas Robinson, Nasáu, Bahamas                      | Bahamas                      | 2 –0 | 2-0       | 2022-23 CONCACAF Liga de Naciones B                |        |

## Clubes
| Club                    | País      | Año           |
| ----------------------- | --------- | ------------- |
| Asker Fotball           | Noruega   | 2014 - 2015   |
| Bærum SK                | Noruega   | 2016          |
| IF Ready                | Noruega   | 2017          |
| Raufoss IL              | Noruega   | 2018-2020     |
| IK Start                | Noruega   | 2021          |
| Mjøndalen IF            | Noruega   | 2022          |
| Sandnes Ulf             | Noruega   | 2022-2024     |
| FC Voluntari            | Rumania   | 2025          |
| Real Estelí Fútbol Club | Nicaragua | 2025-presente |